# تپه کال صبی
تپه کال صبی؛ نام تپه‌ای تاریخی مربوط به دورهٔ تاریخی - سده‌های اولیه اسلامی است و در شهرستان زاوه واقع شده و این اثر در تاریخ ۱۸ شهریور ۱۳۹۱ با شمارهٔ ثبت ۳۰۹۶۴ به‌عنوان یکی از آثار ملی ایران به ثبت رسیده‌است.